# Hohlfuß-Röhrling
Der Hohlfuß-Röhrling (Suillus cavipes, Syn.: Boletinus cavipes) ist ein Pilz aus der Familie der Schmierröhrlingsverwandten. Die frühere taxonomische Zuordnung zur Gattung Schuppenröhrlinge (Boletinus) gilt als obsolet.

## Merkmale

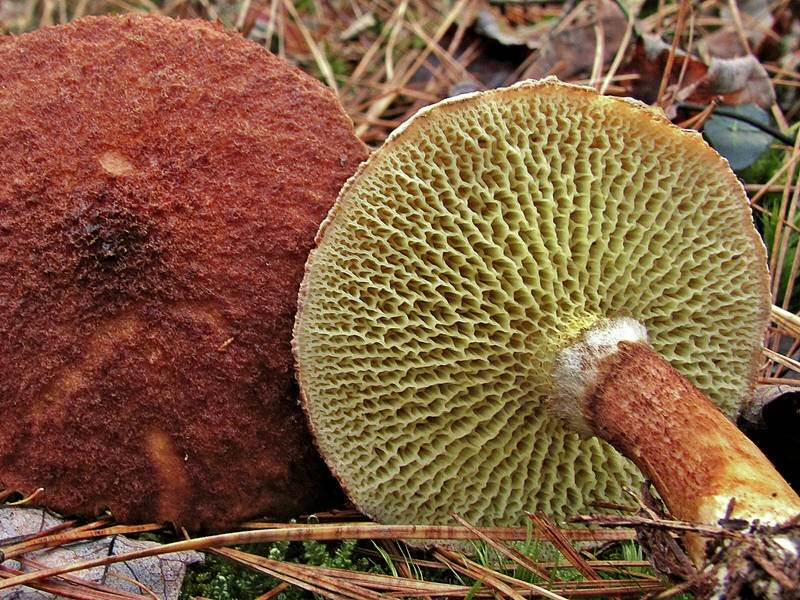
Auf der Hutunterseite des Hohlfuß-Röhrlings befinden sich langgezogene, strahlenförmig angeordnete Poren.

### Makroskopische Merkmale
Der zentral gestielte Hut besitzt zunächst eine flach konvexe Form, verflacht aber bald. Im Alter kann er auch etwas vertieft sein und besitzt einen stumpfen Buckel. Der Hut erreicht eine Größe von 5 bis 15 Zentimeter. Die Färbung reicht von dunkelgelb über -orange bis kastanienbraun, kann aber auch zitronen- bis goldgelb getönt sein. Er ist erst geschlossen. Die Huthaut ist nicht schmierig und reißt beim Wachstum in leicht abstehende Schüppchen auf. Der Hutrand ist oft mit Resten des Velums behangen, das die Röhren beim jungen Pilz verdeckt hat. Die Röhren sind blass, schwefel bis olivgelb gefärbt und deutlich kürzer als die Dicke des Hutfleisches. Sie laufen am Stiel etwas herab und sind nicht gut ablösbar. Die Poren sind etwa gleich gefärbt wie die Röhren und besitzen eine langgezogene Form in strahlenförmiger Anordnung. Sie können sehr groß werden (über 1 Zentimeter). Das Sporenpulver ist olivbraun. Der Stiel besitzt eine zylindrische bis etwas keulige Form und ist bereits sehr früh hohl. Er hat eine wattige, weißliche Ringzone. Darüber ist er etwa wie die Röhren gelblich und darunter wie die Hutoberseite gefärbt und etwas schuppig-filzig. Die Myzelstränge an der Basis sind weißlich. Die Trama ist blassgelb bis fast weiß. In der Basis kann es von außen her etwas bräunlich sein. Mit Eisensulfat färbt sich die Trama graugrünlich. Das Fleisch schmeckt mild und ist geruchlos.

### Mikroskopische Merkmale
Die Basidien messen 20 bis 35 auf 7 bis 12 Mikrometer. Die bauchig-spindeligen oder annähernd zylindrischen Zystiden sind 40 bis 80, maximal 100 auf 5 bis 10 Mikrometer groß. Die länglich-spindeligen Sporen sind 7 bis 11 Mikrometer lang und 3 bis 4 Mikrometer breit.

## Artabgrenzung
Der Hohlfuß-Röhrling ist durch seinen schnell hohlen Stiel, die Velumreste und den schuppig-filzigen Hut gut gekennzeichnet. Andere beringte Röhrlinge unter Lärchen aus der Gattung der Schmierröhrlinge wie der Rostrote Lärchen-Röhrling (Suillus tridentinus) oder der Graue Lärchen-Röhrling (Suillus viscidus) besitzen eine schmierige Huthaut und einen vollfleischigen Stiel.

## Ökologie

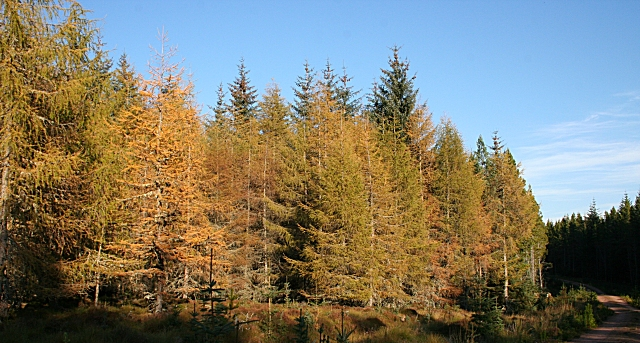
Der Hohlfuß-Röhrling ist in erster Linie ein Bewohner natürlicher, höher gelegener Lärchenwälder.

Der Hohlfuß-Röhrling kann in allen Waldarten leben, jedoch bevorzugt er ältere Bestände. In jungen Forsten ist er viel seltener zu finden. Der Pilz ist ausschließlich unter Lärchen anzutreffen, mit denen er eine Mykorrhiza eingeht. Gegenüber dem pH-Wert des Bodens ist er indifferent; stark kalkhaltige Böden meidet der Pilz allerdings und neigt zu sauren Untergründen. Die Form aereus ist ausschließlich dort zu finden. Die Fruchtkörper erscheinen Ende August bis Oktober, selten früher oder im November.

## Verbreitung
Der Hohlfuß-Röhrling findet Verbreitung in der Holarktis, wo er submeridional-temperat vorkommt. Er ist in Nordamerika, Europa, Sibirien, Japan, China und Korea zu finden. In Europa ist er außer im Mittelmeerraum überall verbreitet und meist häufig. Er folgt in seiner Verbreitung dem Vorkommen der Lärchen, allerdings ist er nur in den natürlichen Wäldern häufig; in künstlich gepflanzten Beständen ist der Pilz deutlich seltener. Der Pilz ist lokal relativ häufig, vor allem in Mittel- und Hochgebirge, selten ist er vor allem in tiefer gelegenen Regionen. In vielen Gebieten wurde der Pilz vermutlich erst mit Anpflanzungen von Lärchen als Waldbaum eingeführt.

### Gefährdung
Da der Hohlfuß-Röhrling an Lärchen gebunden ist, hängt sein Vorkommen von der Verbreitung dieser Bäume ab. Sie ist jedoch forstwirtschaftlich nicht mehr von großer Bedeutung. Daher ist zu erwarten, dass die Bestände des Röhrlings in näherer Zukunft zurückgehen. Bisher ist eine Aufnahme in die Rote Liste nicht erforderlich.

## Systematik

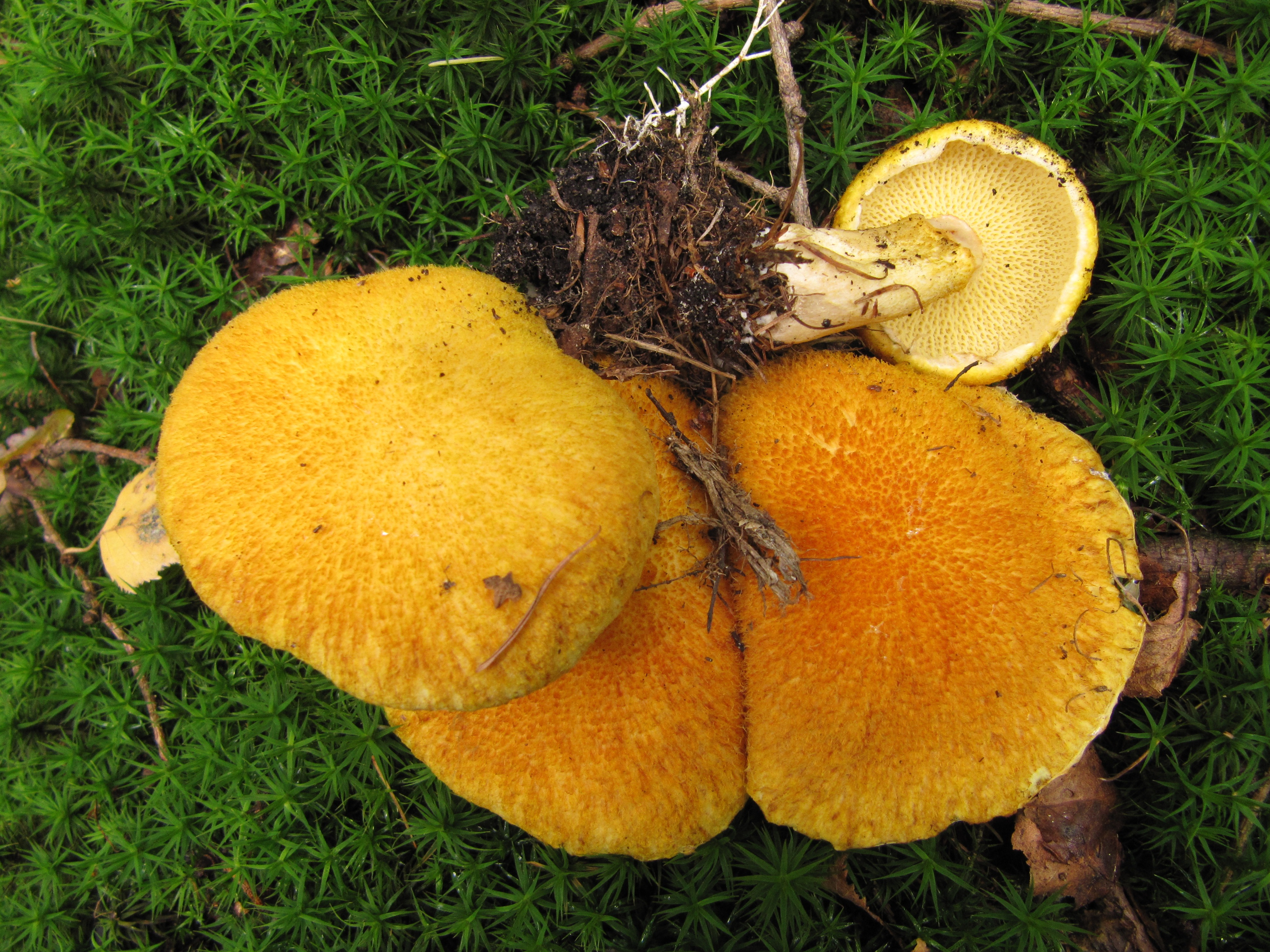
Die gelbe Form des Hohlfuß-Röhrlings (Suillus cavipes f. aureus)

Manche Autoren unterscheiden einige Formen, weil der Hohlfuß-Röhrling in seiner Hutfarbe sehr variabel ist. Die Form aureus besitzt einen Hut mit zitronen-, chrom- oder goldgelber Färbung. Außerdem kommt sie nur auf sauren Böden vor. Weitere Formen wie f. aurantiacus oder f. ferrugineus sind nach Krieglsteiner et al. ungerechtfertigt.